# Aregunda
Aregunda také Aregund, Arnegund, Aregonda nebo Arnegonda (mezi 515 až 520? – 570?) byla franská královna, manželka franského krále Chlothara I. a matkou Chilpericha I. z Neustrie. Její sestrou byla Ingunda, jedna z dalších Chlotharových manželek. Jejím otcem byl Baderich, král Durynska.

## Životopis
Řehoř z Tours uvádí, že Ingunda byla znepokojena tím, že její sestra zůstala svobodná, a tak požádala svého manžela Chlothara, aby našel Aregundě manžela. Po setkání s Aregundou své ženě oznámil, že vhodným manželem bude on sám. Zatímco s Ingundou zplodil 5 synů a jednu dceru, s Aregundou měl pouze jednoho syna. V roce 538 se Chlothar oženil s Radegundou z Durynska, která byla sestřenicí prvního bratra Aregundy a Ingundy. Aregunda s Radegundou svého manžela Chlothara přežily. Radegunda byla církví uznaná jako svatá, zatímco Aregunda se stala prababičkou Dagoberta I., posledního merovejského krále, který si udržel svou moc nad majordomy.

## Archeologický nález hrobky
V roce 1959 v bazilice Saint-Denis bylo archeologem Michelem Fleurym objeveno několik desítek zachovalých sarkofágů. Ostatky v jednom z nich obsahovaly i zachovalé oblečení a šperky, jejichž pomocí byly identifikovány jako ostatky královny Aregundy. Studie kostry naznačuje, že měla dítě, když jí bylo okolo 18 let. Ve franské společnosti se však v té době dívky vdávaly kolem 15 let. Osteo-archeologická studie ostatků ukázala, že Arnegunda kulhala, protože již v mladém věku trpěla poliomyelitidou. Pokud ostatky opravdu patřily Aregundě, pak se mohl Chlothar oženit se svou švagrovou ze soucitu. Je také možné, že Aregunda se stala manželkou Chlothara až po smrti sestry Ingundy. Míra úmrtnosti během porodu byla v 6. století vysoká a Ingunda zemřela v mladém věku, někdy v letech 529 až 546. Aregunda ji pak mohla v manželství nahradit, aby se postarala o osiřelé synovce a neteře.
Následný výzkumy ostatků identifikaci zpochybnily. V epizodě televizního seriálu Objevování pravdy, vysílané v květnu 2006, archeolog a cestovatel Josh Bernstein nechal udělat genetickou daktyloskopii, jejíž pomocí se měla vyvrátit skutečnost Da Vinciho kódu, který poukazoval na to, že Merovejci jsou potomky Ježíše. Toto se potvrdilo, protože ostatky nevykazovaly žádné charakteristiky ostatků pocházejících ze středního východu. Celý pokus byl přesto rozporuplný, protože Aregunda se do dynastie Merovejců pouze přivdala, nebyla pokrevním potomkem této dynastie, takže výsledky daktyloskopie byly zcela irelevantní.

## Fotogalerie

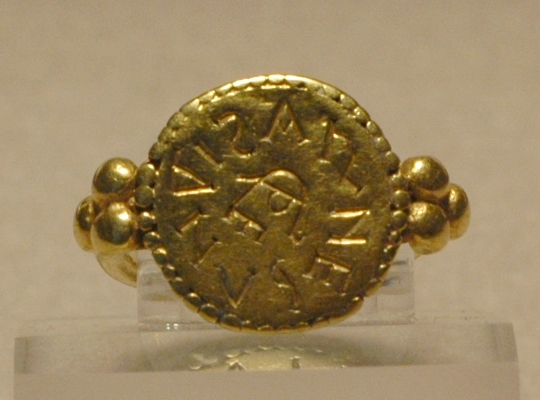
zlatý prsten Aregundy s jejím jménem
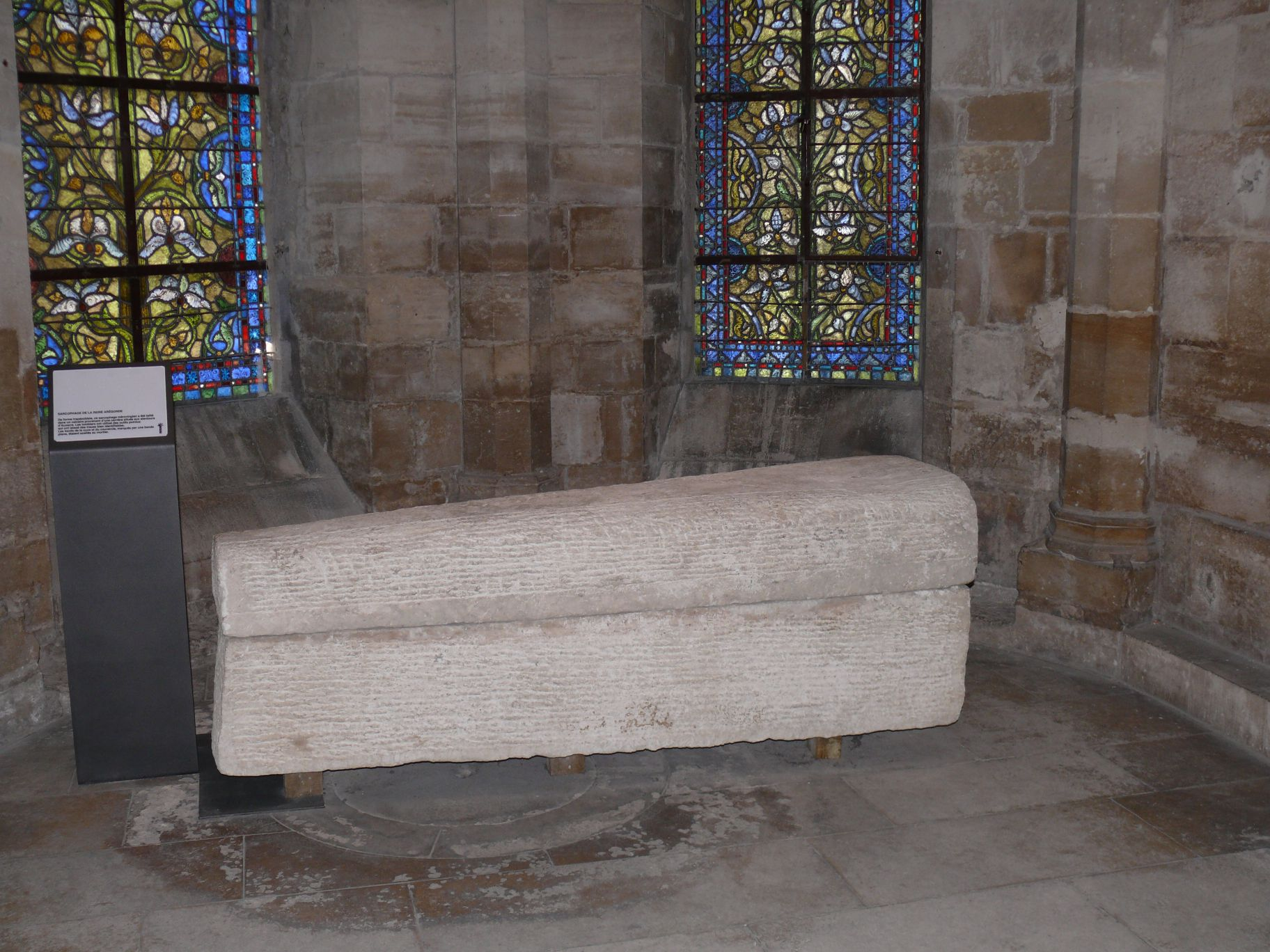
Sarkofág královny Aregundy v bazilice Saint-Denis
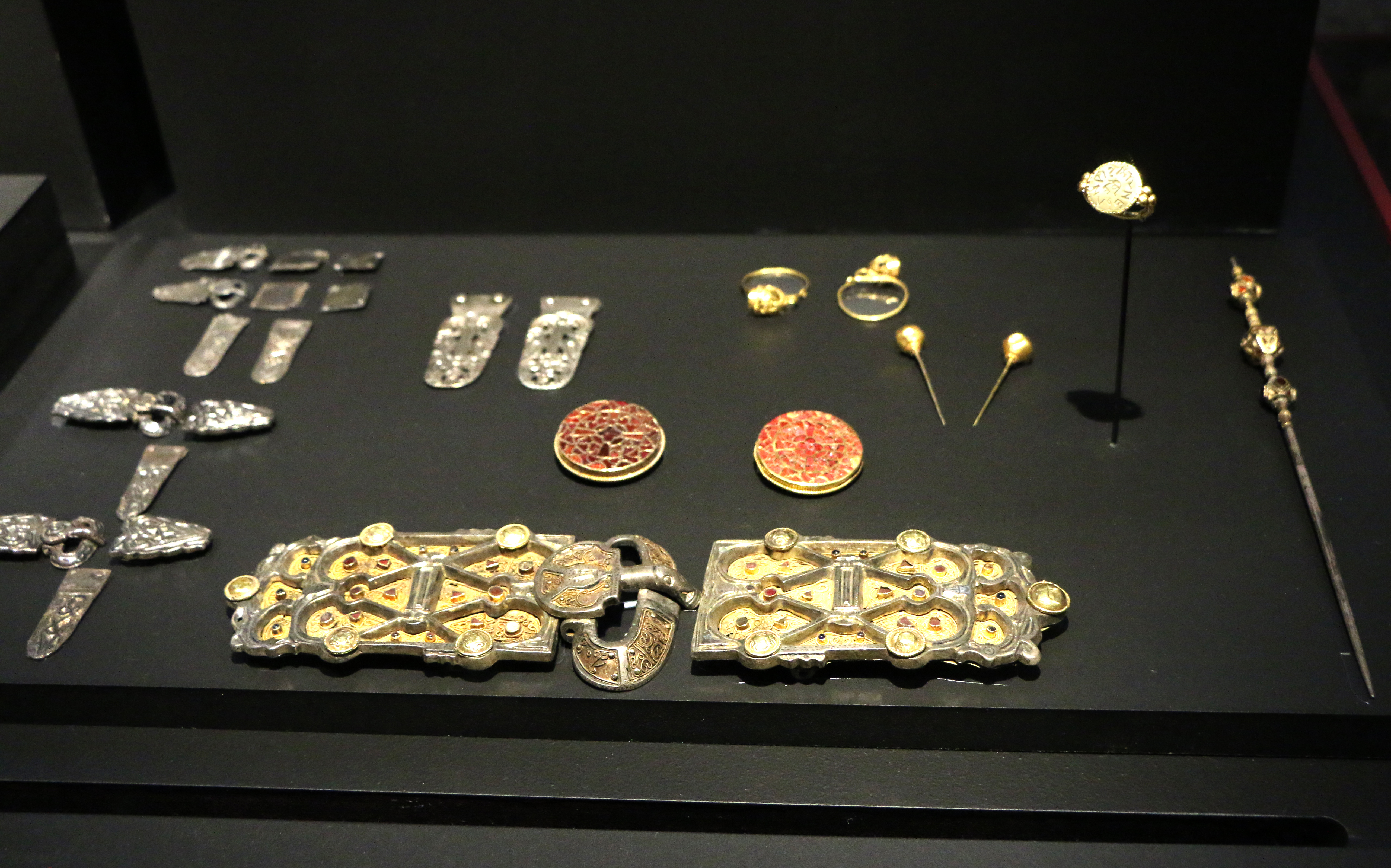
Celkový pohled na poklad královny Aregundy.
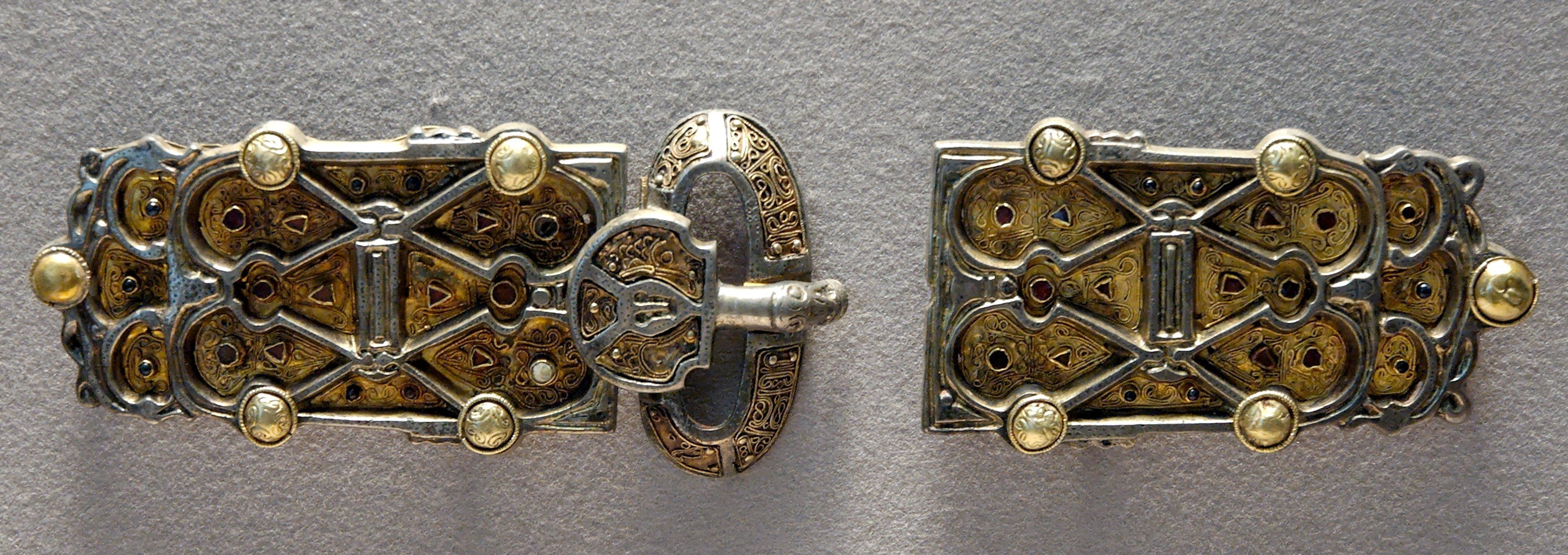
Deska se sponou a protidestička pásu ze stříbra, skleněné pasty a granátu
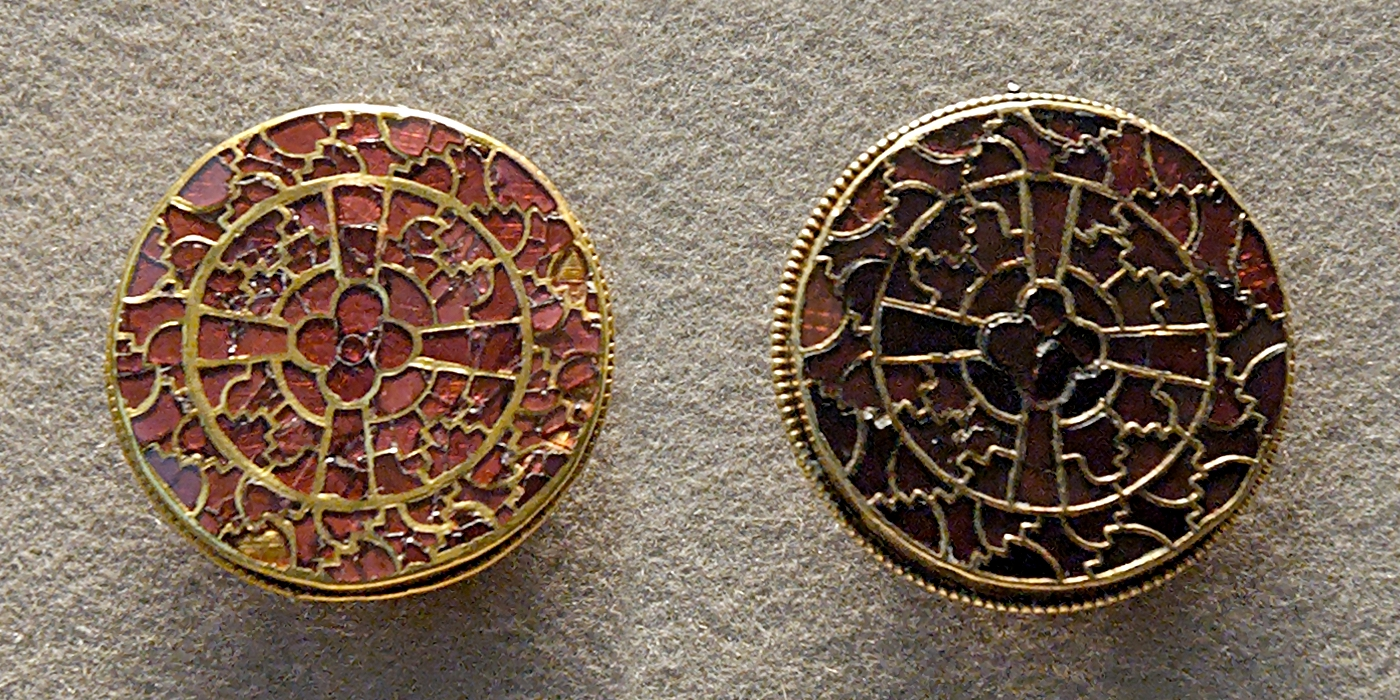
Dvojice šperků ze sady.
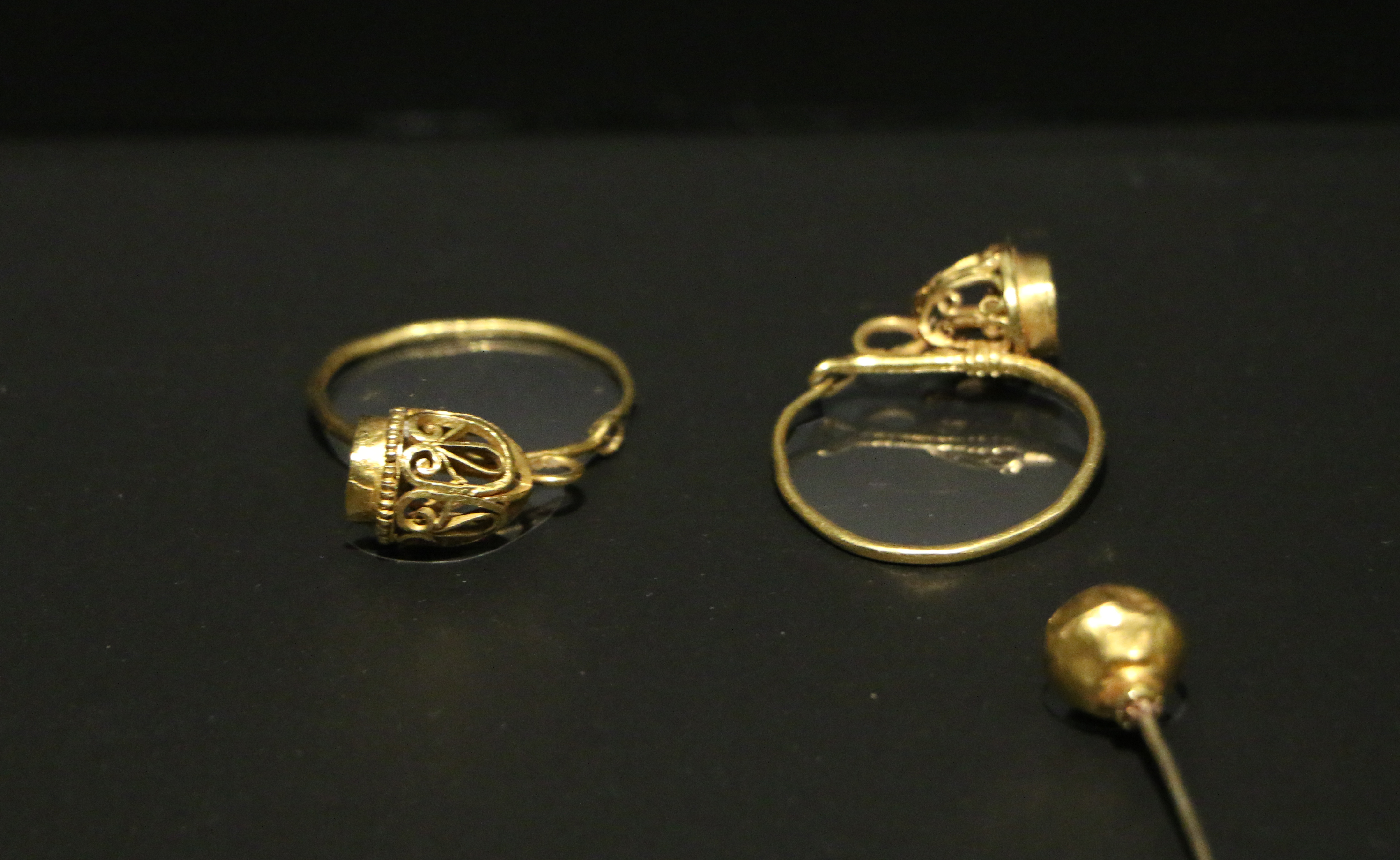
Náušnice ze sady.